# Otac, Rezina

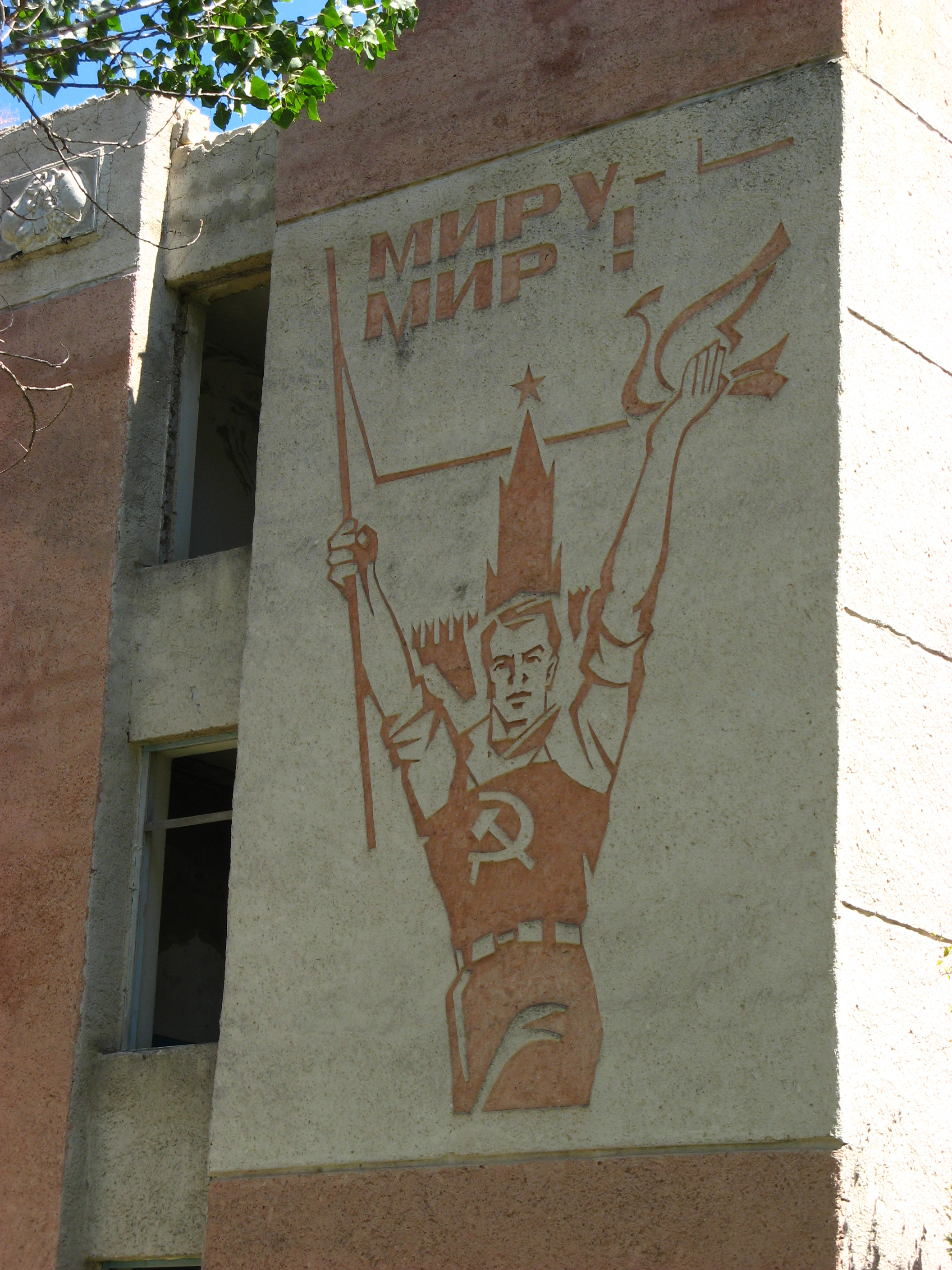
Mural sovietic

Otac este un sat din raionul Rezina, fostul județ Orhei din  Republica Moldova, amplasat lângă satele Cuizăuca și Bușăuca la 28 km de centrul raional Rezina, 34 km de stația de cale ferată Rîbnița, 73 km de Chișinău pe drumul ce leagă Orheiul de Rezina. În anul 2008 avea o populație de 725 locuitori, împărțiți în 250 de gospodării. 5 agenți economici: SRL „Trust Niscom”, Întreprinderile individuale „Semenii”, „Cojocaru Iacob”, Gospodăriile țărănești „Bîtcă Alexei” și „Duca Igor”.

## Istoric
Conform Dicționarului statistic al Basarabiei, satul Otac a fost înființat în anul 1830, deși există informații, că ar fi fost o localitate veche de răzeși și mazili. În anul 1870 se afla în plasa Izvoare, avea 35 de case, 181 de locuitori (98 bărbați și 83 de femei, care posedau 42 de cai, 67 vite cornute mari și 105 oi). În anul 1875 aici locuiau 245 de oameni, împărțiți în 44 de gospodării. În anul 1892 moșia satului avea 770 desetine (circa 778 ha) de pământ.
Satul a fost și este legat tradițional de orașul Orhei, centrul fostului județ și unul dintre cele mai importante orașe ale Moldovei medievale. La începutul secolului XX se afla în plasa Izvoare și avea 70 de case cu o populație de 490 oameni, 188 vite mari cornute, 68 cai, 300 oi. Școala primară a fost deschisă la începutul secolului XX. Biserică cu hramul „Sfântul proroc Ilie", sfințită în anul 1923 la 23 iulie de către arhiepiscopul Gurie. În anul 1922 cu ocazia reformei agrare 71 de țărani nevoiași au fost împroprietăriți cu 211 ha de pământ. Între Otac și Nistru până în anii 50 au fost păduri, câmpuri cu pepene verde și grâne. În anul 1933 Otacul avea 581 de locuitori, iar școala primară era frecventată de 156 de elevi. Profesori: Grogore Pleșca (n. 1910) și Parascovia Siminel (n. 1902). În anul 1940 Otacul avea 783 de oameni.
Satul este tradițional legat mai ales cu Cuizăuca, care este plasat ceva mai la nord și la vest de șoseaua Orhei-Rezina și Bușăuca, care este plasat ceva mai la sud și la vest de șoseaua Orhei-Rezina. În anul 1930 satul era în plasa Rezina împreună cu satele Cuizăuca, Bușăuca, Cinișeuți. În anul 1938 a fost trecut împreună cu satele Cuizăuca și Bușăuca în plasa Chiperceni.
Mai mulți otăceni (peste 30) au fost reprimați și deportați în 1940-1949 pentru participare la partide politice românești, ca culaci și pentru activitate și propagandă antisovietică. Ion a lui Luca Beți (Băț), Afanasie a lui Iacob Bârcă nu s-au mai întors la baștină, iar Luca lui Petru Beți (Băț) a fost deportat în regiunea Irkutsk la vârsta de 79 de ani ca culac. Când au venit să-l ia NKVD-iștii, soția Nadia a sărit din camion și s-a ascuns în pădure. Astfel a trăit pe ascunselea, cu numele de „pădureancă”,  până la moartea lui Iosif Stalin. Și alți săteni au evitat deportarea ascunzându-se, plecând din sat și lucrând cu documente străine.
O altă parte de săteni (19) au căzut în lupte pe fronturile celui de al doilea război mondial, dintre care majoritatea au fost carne de tun în Polonia, Cehia, Germania în anii 1944-1945. La 1 august 1949 populația satului s-a redus la 581 de persoane.
În anul 1974 populația satului alcătuia 737 locuitori. La Otac se afla o brigadă a colhozului „Viața Nouă” cu sediul la Cuizăuca. Mai târziu aici a existat un punct de vinificație primară, la care se prelucrau într-o cantitate mare prunele din livezile din brigadă. Exista școală de 8 ani (actualmente gimnaziu), club, bibliotecă, oficiu poștal, creșă, monument celor căzuți în cel de-al doilea război mondial ca ostași ai Armatei Sovietice. În anul 1989 biserica a fost reconstruită. O ploaie torențială a inundat în anul 1991 grădinița de copii și câteva case, a deteriorat ogoarele din văi. La începutul mileniului III, în localul unei foste tabere de odihnă a elevilor a fost deschisă o mânăstire pentru călugărițe.

## Administrație și politică
Componența Consiliului local Otac (9 consilieri), ales la 5 noiembrie 2023, este următoarea:
|  | Partid                                        | Consilieri | Componență | Componență | Componență | Componență | Componență | Componență |
|  | --------------------------------------------- | ---------- | ---------- | ---------- | ---------- | ---------- | ---------- | ---------- |
|  | Partidul Dezvoltării și Consolidării Moldovei | 6          |            |            |            |            |            |            |
|  | Partidul Acțiune și Solidaritate              | 2          |            |            |            |            |            |            |
|  | Partidul Socialiștilor din Republica Moldova  | 1          |            |            |            |            |            |            |

## Alte informații
Biserica cu hramul ""Sfântul Ilie", construita, probabil, in anul 1904, împreună cu școala primară,  a fost reconstruită în anul  1989. In acest an satul avea gimnaziu, biblioteca, oficiu poștal, cămin cultural, un magazin mixt. Ulterior, in baza unei tabere de odihna a elevilor , care nu funcționa, a fost deschisă o mănăstire pentru calugarite.

## Personalități
Câteva persoane notorii născute în satul Otac sunt: fruntașul în agricultură Luca Beți, medicul Ana Bâtcă, pedagogii și inginerii din familia Bacalacu și martirii Ion Beți, Axeni Tăutu și Afanasie Bârcă. Ultimul a fost arestat de autoritățile sovietice și a decedat în detenție, fiind reabilitat post mortem în anul 1991.